# Ютта Нігаус
Ютта Нігаус (нім. Jutta Niehaus, 1 жовтня 1964) — німецька велогонщиця.
Срібна призерка Олімпійських Ігор 1988 року в груповій шосейній гонці, учасниця 1992 року.